# Hoornconcert (Matthews)
Colin Matthews voltooide zijn Hoornconcert in maart 2001; de maand daarop volgde al de première.
Matthews is een componist die weinig muziek geschreven heeft in de klassieke vormen van de klassieke muziek, zoals symfonie (in 2009 nog nul) en concertos (in 2009 drie). Zijn hoornconcert volgde op twee concertos voor cello en orkest. Matthews schreef zijn hoornconcert als een concerto, doch de klassieke indeling ontbreekt. De componist volgde wel het idee achter het concerto, namelijk samenspel met dan wel afstand nemen van de begeleiders.

## Muziek
Matthews zag in zijn concert de oorsprong van de hoorn als instrument gebruikt bij de jacht. Zo begint het concert dan ook. In de verte (bij uitvoeringen derhalve niet op het podium) geeft de hoorngroep een signaal af voor de jacht. Eén van de hoorns vindt dat kennelijk niet voldoende en wil de rest van de (instrumenten)wereld verkennen. De hoornist loopt daarbij naar en op het podium en probeert verbinding te krijgen met andere muziekgroepen. Bij de ene groep vindt hij een goede aansluiting, bij andere blijkt de klank niet overeen te stemmen. Uiteindelijk blijkt dat de hoornist nergens echt bij hoort en druipt af. Een laatste poging om in te kleuren bij de strijkinstrumenten mislukt en de hoorn gaat terug naar zijn wapenbroeders uit het begin. Echter die willen hem niet terug en zo zit de hoorn gevangen tussen tafellaken en servet. Zijn afgang wordt begeleid door een treurige finale van met name de strijkers. Qua klank is het werk modern, maar melodieus.

### Delen
1. Vigoroso
2. Freely
3. Sostenuto
4. Andante con moto
5. Calmo
6. Scorrecole
7. Poco sostenuto
8. Sostenuto
9. Piu sostenuto
10. Sostenuto

### Orkestratie
- 1 dwarsfluit, 1 altdwarsfluit, 2 hobo’s, 2 klarinetten, 1 basklarinet, 2 fagotten
- 4 hoorns, 2 flugelhorns, 2 trombones en 1 tuba
- percussie (vibrafoon, marimba, glockenspiel, triangel, bekkens, tamtam), harp, piano
- strijkers:
  - 18 violen, 12 altviolen, 12 celli en 6 contrabassen of
  - 18 violen, 12 altviolen, 9 celli en 6 contrabassen of
  - 24 violen, 12 altviolen, 9 celli en 6 contrabassen.

### Première
Het concert is geschreven voor Richard Watkins, die in april 2001 ook de eerste uitvoering van het werk gaf, begeleid door het Philharmonia Orchestra (opdrachtgever) onder leiding van Esa-Pekka Salonen.

## Discografie en bron
- Uitgave Hallé; Richard Dawkins begeleid door het Hallé Orchestra o.l.v. Mark Elder, uitgave privé platenlabel van het orkest Hallé Concerts Society; (bron)
- Orkestratie